# Gewest Friesland (KNSB)
Het Gewest Friesland is een van de acht gewesten van de Koninklijke Nederlandsche Schaatsenrijders Bond. Het gewest is opgericht op 3 december 1919. Voorzitter is Peter de Jonge. De schaatsers staan bekend om de pompeblêdden op hun schaatspakken.
Het middelpunt voor de schaatsactiviteiten in het gewest is uiteraard ijsstadion Thialf in Heerenveen en daarnaast is er nog de Elfstedenhal in  Leeuwarden. Met ingang van seizoen 2013/2014 kreeg Jan Ykema versterking met oud-allrounder Rintje Ritsma.
Op 5 februari 2012 kregen zij de eerste gewestelijke Nederlandse allroundkampioen ooit in de persoon van Ted-Jan Bloemen.